# Kleinwelka

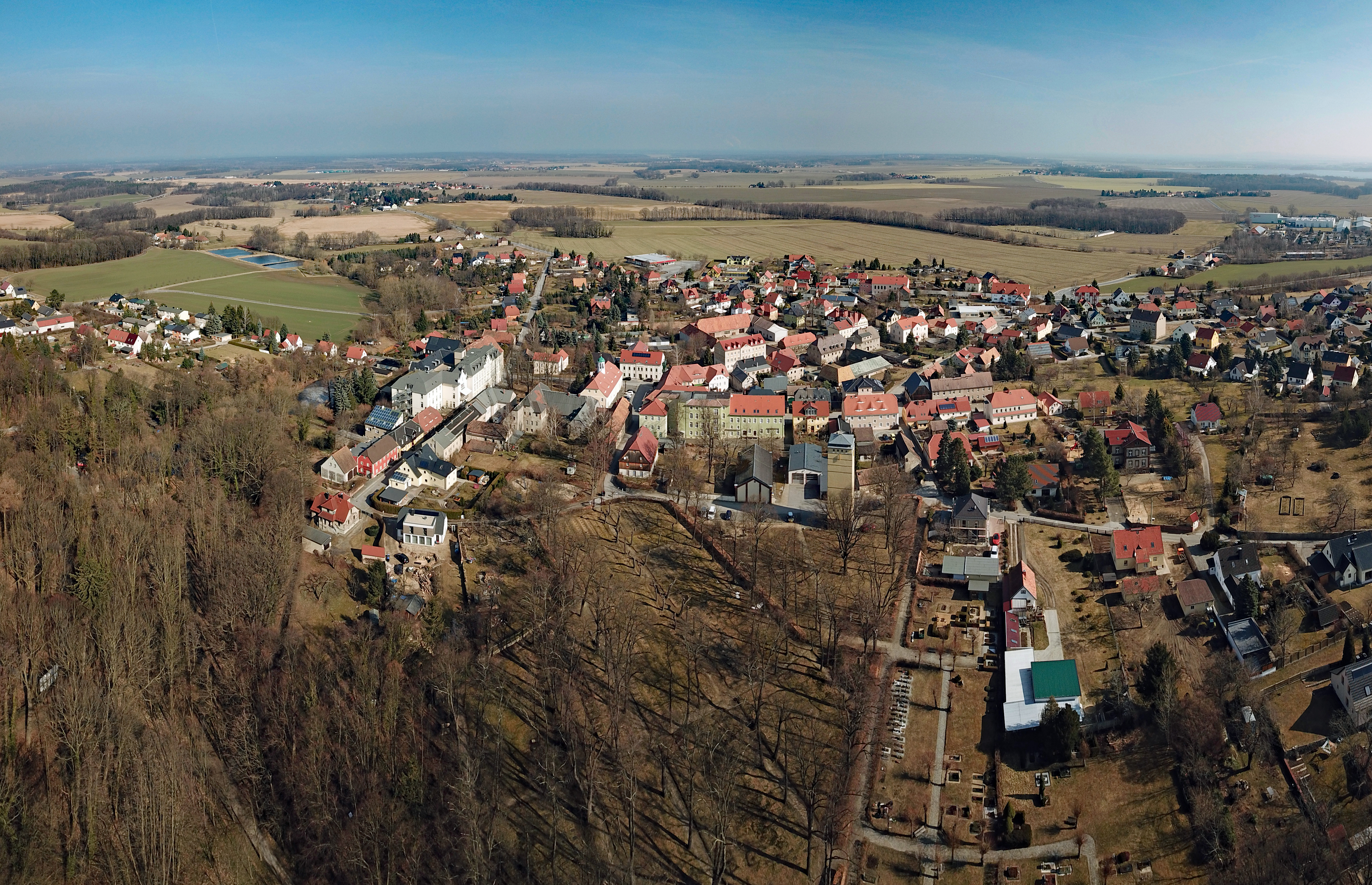
Luftbild

Kleinwelka, obersorbisch Mały Wjelkowⓘ, ist seit dem 1. Januar 1999 ein Ortsteil der Stadt Bautzen in Sachsen und war bis dahin eine eigenständige Gemeinde. Ursprünglich gehörten zum Ortsteil auch die Dörfer Großwelka, Lubachau und Kleinseidau, diese zählen jedoch seit 2007 als eigene Ortsteile. Der Ort gehört zum offiziellen sorbischen Siedlungsgebiet in Sachsen.

## Geschichte

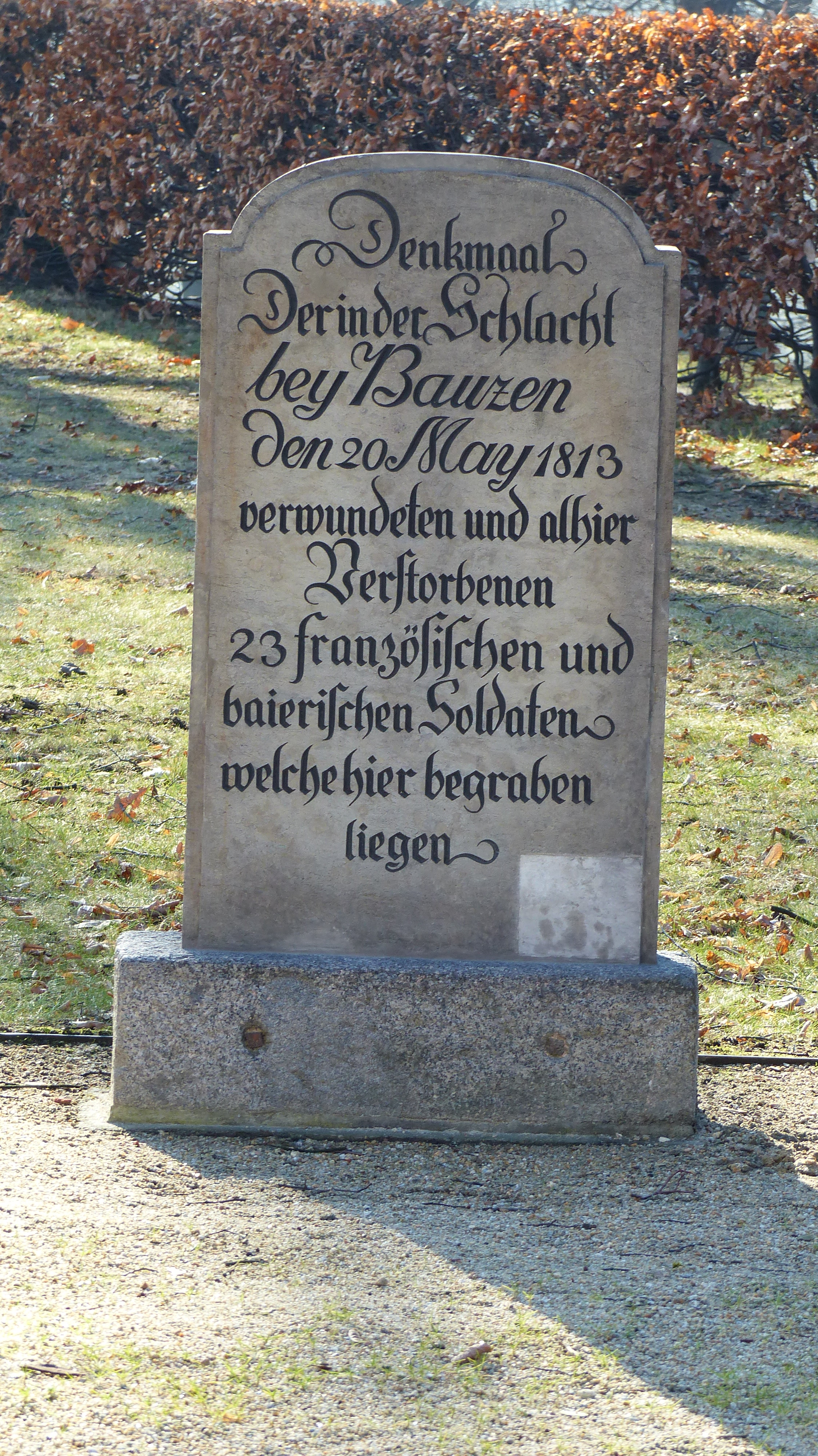
Im Zusammenhang mit der Schlacht bei Bautzen kam es am 20. Mai 1813 in Kleinwelka zu Kämpfen, bei denen französische und bayrische Soldaten getötet wurden. In der Nähe des Wasserturmes in Kleinwelka befindet sich dieser Gedenkstein.

Der Ort wurde 1345 das erste Mal urkundlich erwähnt. Die Dorfchronik reicht bis ins frühe 15. Jahrhundert.
1751 ließen sich auf Einladung des Sorben Matthäus Lange (Matej Dołhi) Mitglieder der Herrnhuter Brüdergemeine in Kleinwelka nieder. Sie gründeten die Kolonie Kleinwelka, die sie nach den architektonischen Vorstellungen dieser Freikirche entwickelten. Zentrum des Ortes ist seitdem der Herrnhuter Kirchsaal.
Eine wichtige Rolle spielte ab 1778 das Internat für Kinder von Missionaren (Knaben- und Mädchenanstalt). Bis zu 140 und insgesamt über 2.000 Missionskinder kamen ab sechs Jahren über mehrere Jahre zur schulischen Ausbildung aus Labrador, Suriname, Tansania und Natal nach Kleinwelka und wechselten in höheren Klassen an das Herrnhuter Pädagogium in Niesky über.
Nach dessen Auflösung 1942 und Umwandlung in ein Lazarett ist in dem Gebäude der Knabenanstalt ein Altenpflegeheim untergebracht, das seit dem 1. Januar 2005 zur Herrnhuter Diakonie gehört. Die Knabenanstalt der Herrnhuter Brüdergemeine war ein wichtiger Standort in der Tradition der Fertigung der Herrnhuter Sterne. Unter der Leitung von Hermann Bourquin (1847–1913) wurden hier von Kindern die beliebten Adventssterne hergestellt.
Kleinwelka wurde durch die Eingemeindungen von Cölln und Milkwitz am 1. Januar 1973 und Salzenforst-Bolbritz (Zusammenschluss dieser beiden Orte am 1. Juli 1969) am 1. Januar 1994 vergrößert. Schmochtitz wurde bereits am 1. April 1948 nach Salzenforst eingemeindet. Am 1. Oktober 1998 wurden die Ortsteile Cölln, Großbrösern und Milkwitz aus Kleinwelka aus- und in die Gemeinde Radibor umgegliedert.
Für seine Statistik über die sorbische Bevölkerung in der Oberlausitz ermittelte Arnošt Muka in den achtziger Jahren des 19. Jahrhunderts eine Bevölkerungszahl von insgesamt 605 Einwohnern in Kolonie und Dorf Kleinwelka; davon waren 196 Sorben (32 %) und 409 Deutsche. Im eigentlichen Dorf lag der Anteil der Sorben mit 91 Prozent jedoch deutlich höher. 1956 zählte Ernst Tschernik in der Gemeinde Kleinwelka mit Ortsteilen einen sorbischsprachigen Bevölkerungsanteil von noch 31,1 %.

## Kultur und Sehenswürdigkeiten
Kleinwelka ist Station des Osterreitens vom Bautzener Zentrum nach Radibor. In den Ortsteilen Kleinwelka und Großwelka sind mehrere Freizeitparks entstanden.

### Saurierpark und Sauriergarten Kleinwelka

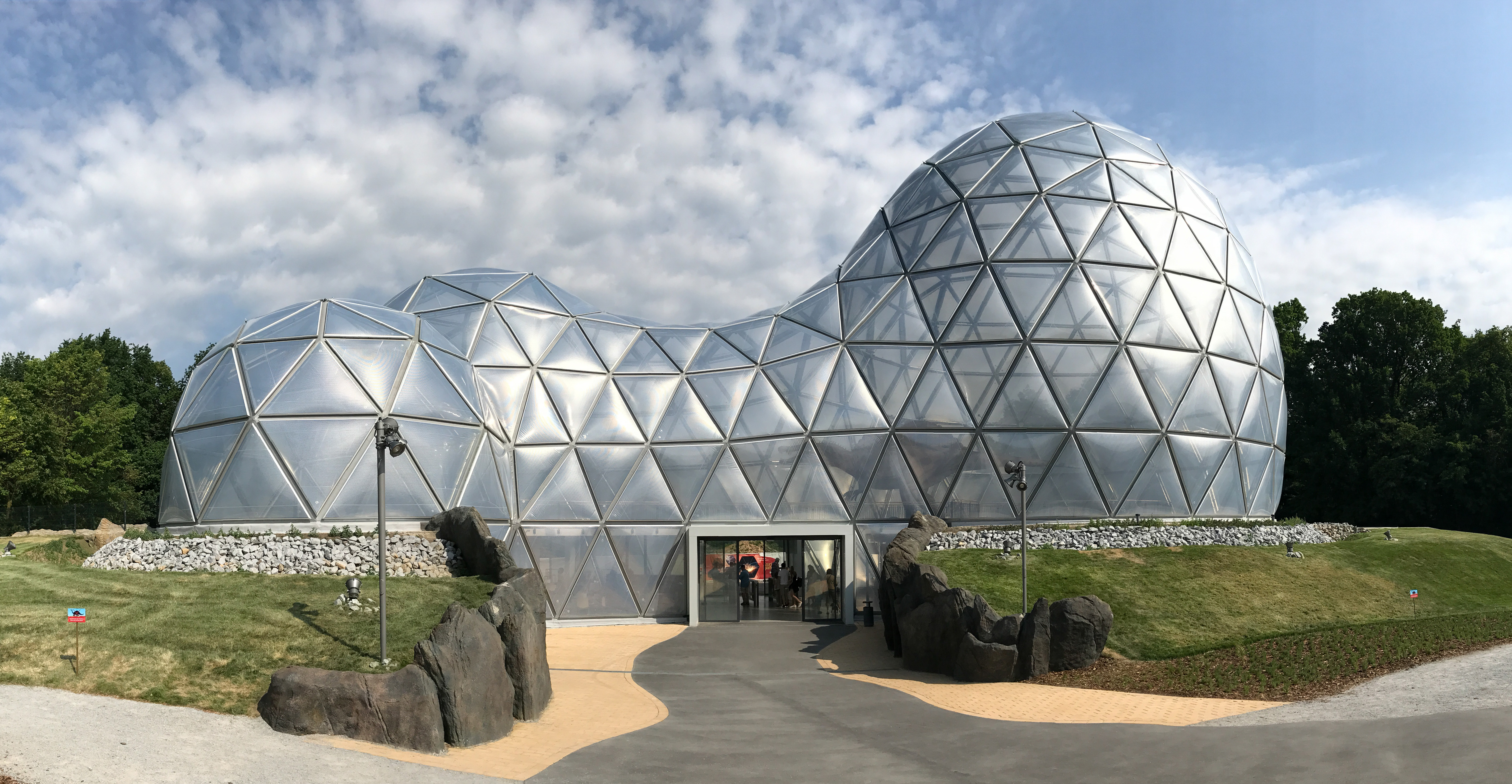
Neuer Haupteingang „Mitoseum“ des Saurierparks

Der Saurierpark Kleinwelka ist mit 16 Hektar der größte Saurierpark in Deutschland. Die in ihrer Größe und Art einmalige Anlage liegt zwischen den Bautzener Ortsteilen Kleinwelka und Großwelka. Sie entstand aus dem direkt angrenzenden Sauriergarten Großwelka. In den beiden Anlagen befinden sich über 200 lebensgroße Plastiken von Dinosauriern und anderen urzeitlichen Lebewesen, vor allem Reptilien, Amphibien und Säugetieren aus Ur-, Stein- und Neuzeit.

### Irrgarten Kleinwelka

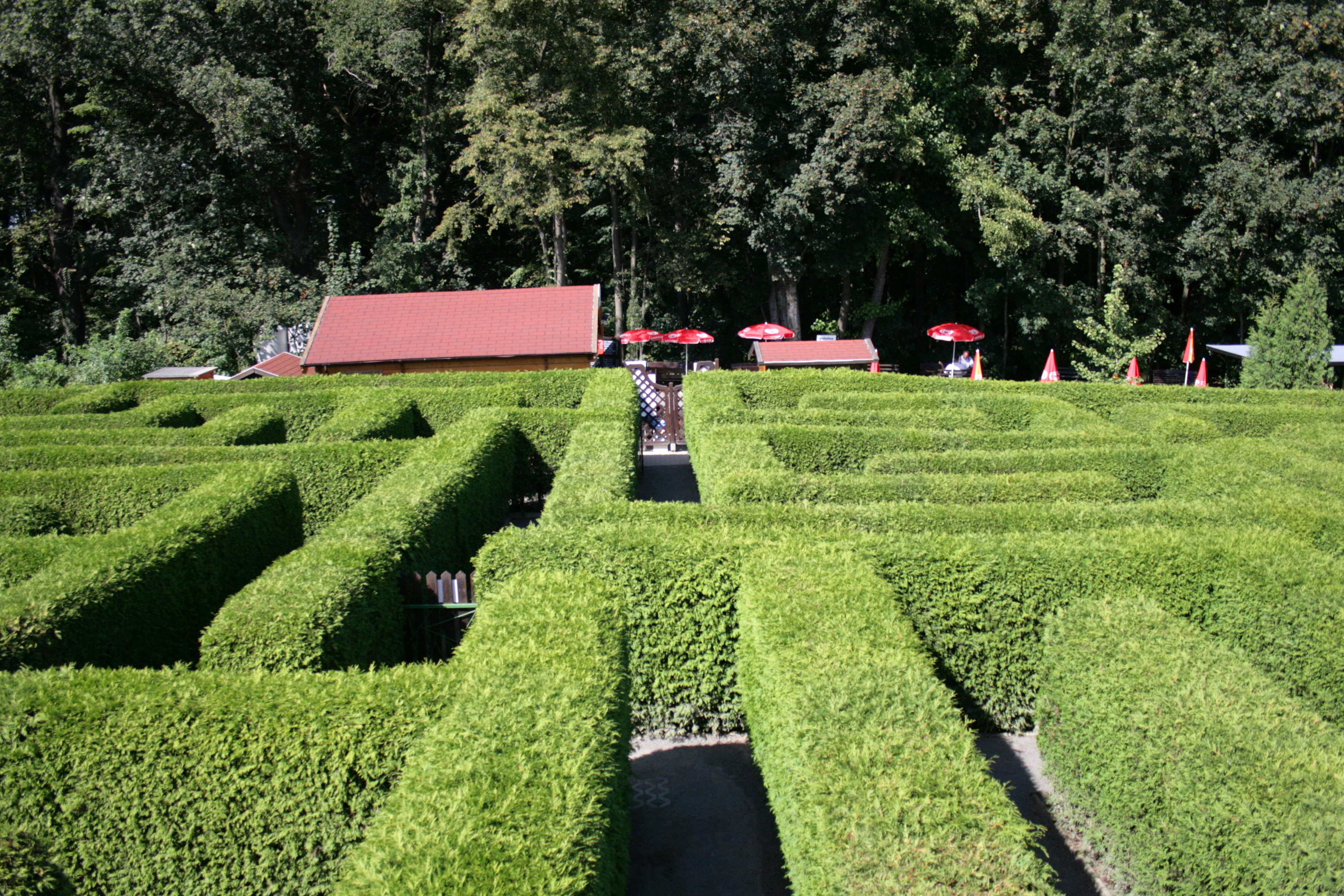
Im Irrgarten

Der Irrgarten entstand 1992 durch private Initiative der Familie Frenzel nach einem Plan von Manfred Frenzel. Die rechteckige Anlage von über 5000 m² Grundfläche gliedert sich in drei Teilbereiche: einen Hecken-Irrgarten, ein Abenteuerlabyrinth mit verschiedenen Klettergeräten und ein Rätsellabyrinth, in dem sich dreizehn Felder mit unterschiedlichen Fragenkategorien befinden. Die Bepflanzung besteht aus 3800 immergrünen Lebensbäumen. Der kürzeste Zielweg misst 356 Meter, der längste 1053 Meter. Es existieren 30.720 Möglichkeiten, das Ziel des Irrgartens zu erreichen, ohne ein Wegestück zweimal zu passieren.

### Miniaturenpark Kleinwelka
Der Miniaturenpark wurde 1998 eröffnet. Die 60 Hektar große Anlage mit über 600 Figuren in 90 Szenen wurde von Tom Glöß geschaffen. Die meisten der Holzfiguren hat er selbst gedrechselt. Viele der Szenen zeigen das ländliche Leben in der Oberlausitz. Ein Teil des Parks ist das sogenannte Klein-Ossi-Land, in dem Szenen aus dem DDR-Alltag dargestellt sind. Drei Objekte des Miniaturenparks wurden in das Guinness-Buch der Rekorde aufgenommen: das kleinste sorbische Osterei sowie das kleinste und das größte Räuchermännchen der Welt. Der Miniaturenpark ist vermutlich seit 2013 geschlossen. 

### Kolonie Kleinwelka

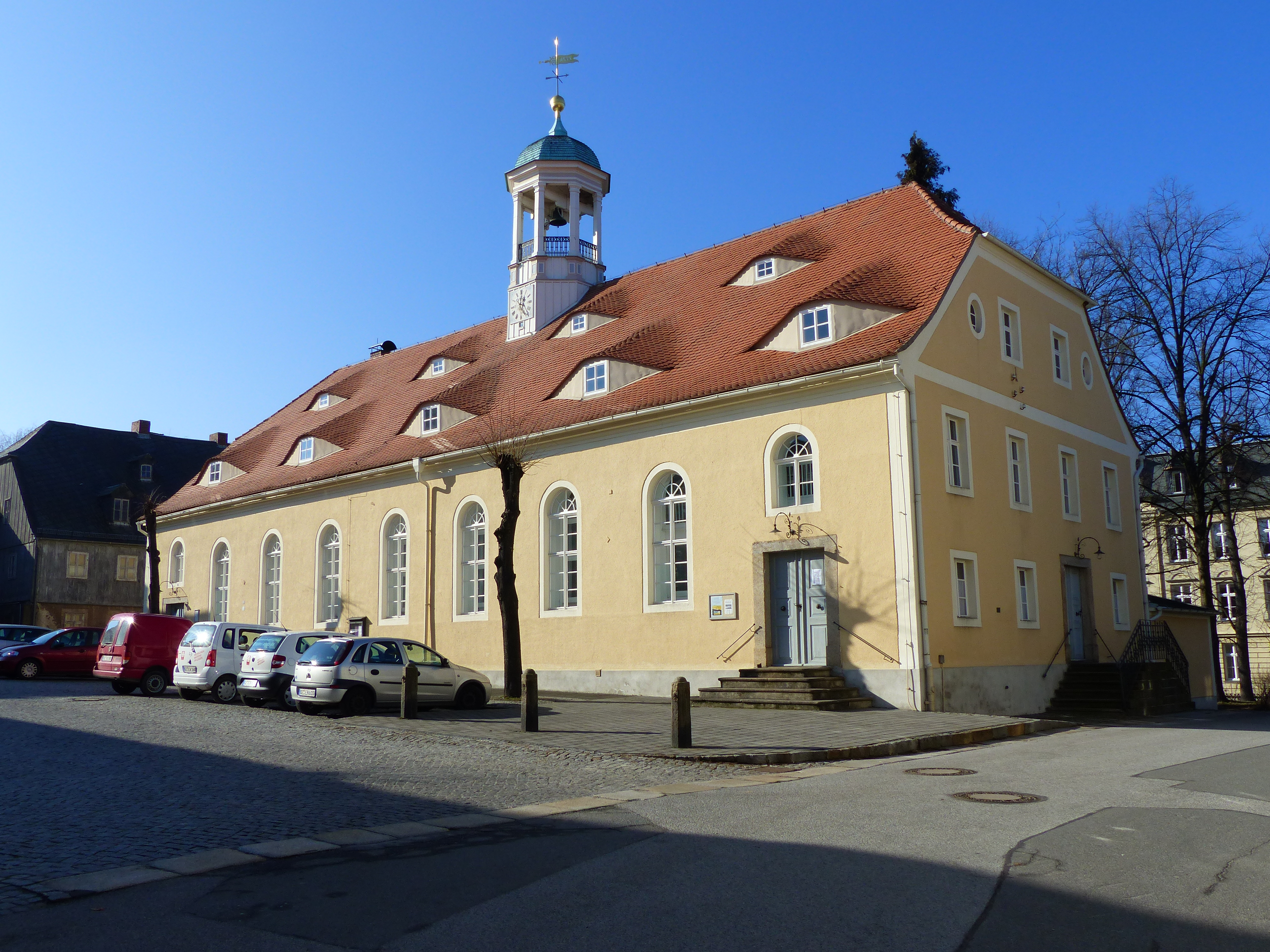
Kolonie Kleinwelka mit Betsaal der Herrnhuter Brüdergemeine

Die Kolonie Kleinwelka ist eine Ansiedlung der Herrnhuter Brüdergemeine. Sie entstand ab den 1750er Jahren in einer kleinen wendischen Ansiedlung um ein Rittergut. Es gehören 32 denkmalgeschützte Gebäude und der „Gottesacker“ genannte Friedhof zum großteils im Originalzustand erhaltenen Ensemble.

## Wirtschaft
In Kleinwelka befindet sich die Produktionsstätte des deutschlandweit bekannten Bautz’ner Senfs.

## Verkehr
Kleinwelka liegt an den Regionalbuslinien der Regionalbus Oberlausitz von Bautzen nach Hoyerswerda.
Durch Kleinwelka führt die Bundesstraße 96, die nächsten Autobahnanschlussstellen sind Bautzen-West und Salzenforst an der Bundesautobahn 4, beide etwa drei Kilometer vom Ortszentrum entfernt.
Von 1890 bis 1999 hatte Kleinwelka eine Haltestelle an der Bahnstrecke Bautzen–Hoyerswerda.

## Persönlichkeiten
- Friedrich Gruhl (1778–1852), Kupferschmied und Glockengießer, gründete im Jahre 1803 in der Kolonie Kleinwelka eine Glockengießerei
- Johann August Miertsching (Jan Awgust Měrćink; 1817–1875), sorbischer Missionar und Dolmetscher
- Ernst Friedrich Gruhl (1822–1864), Kupferschmied und Glockengießer, übernahm 1852 die Werkstatt seines Vaters Friedrich Gruhl[8]
- Walter Bau (1888–1967), Lehrer, Geologe, Paläontologe und Zoologe